# Moderne Untersuchungsmethoden in der Zellbiologie
Um die Funktion von Zellen zu verstehen und unter dem optischen Auflösungsvermögen von Lichtmikroskopen liegende Strukturen aufzulösen, werden verschiedene moderne optische, biologische Methoden verwendet bzw. kombiniert. Diese Methoden werden unter dem Begriff "Live Cell Imaging" zusammengefasst. Wie dieser Name ausdrückt, geht es um Untersuchungen an lebenden Zellen und Zellkomplexen bis hin zu vollständigen Lebewesen wie zum Beispiel Zebrabärbling-Embryonen.

## Methoden
- Konfokale Mikroskopie: Eine Form der Lichtmikroskopie, welche es ermöglicht optische Schnitte durch ein Präparat zu machen. Die Vorteile der konfokalen Mikroskopie liegen in der sehr scharfen und nahezu hintergrundlosen Erfassung von Bildern. Weiterhin wird die Rekonstruktion von dreidimensionalen Strukturen im Computer ermöglicht.
- 2-Photonen Mikroskopie:
- YFP/GFP/CFP-Markierung: Markierung mittels in der Zelle selbst synthetisierter fluoreszierender Proteine
- Färbung mittels Ionen-sensitiver Farbstoffe: Untersuchen von Vorgängen an (Nerven)Zellen. Dabei werden Zellen mit verschiedenen Farbstoffen gefüllte, deren Emissionsspektrum oder -intensität von der Konzentration bestimmter Ionen abhängt. So wird es möglich Konzentrationsveränderungen dieser Ionen zu messen. In bestimmten Fällen ist es auch möglich absolute Ionenkonzentrationen zu bestimmen.
- FRET (Förster-Resonanzenergietransfer): FRET dient dem Nachweis der Interaktion von Proteinen, Konzentrationsbestimmung von Nukleinsäuren und als "optisches Nanometermaß".
- BRET (Biolumineszenz-Resonanzenergietransfer): Abwandlung von FRET, wobei der Akzeptor Fluorophor eine Biolumineszenzquelle ist.
- BiFC (Bimolecular fluorescence complementation): Die Methode dient dem Nachweis und der Lokalisation von Protein-Protein Interaktionen. Es kann als Ersatz oder Ergänzung zu FRET und BRET nutzen.
- FRAP (Fluorescence recovery after photo-bleaching): ein Fluoreszenz-Farbstoff wird durch starke Beleuchtung punktuell gebleicht. Die Zunahme der Fluoreszenz im gebleichten Bereich hängt von der Beweglichkeit des Farbstoffs ab. Mittels FRAP lassen sich neben Diffusionskoeffizienten von Molekülen eine ganze Reihe von Parametern bestimmen, welche die Molekülbeweglichkeit beeinflussen.
- FLIP (Fluorescence loss in photo-bleaching): Es wird wiederholt ein Bereich einer Zelle durch starke Lichteinstrahlung gebleicht. Gleichzeitig wird die Fluoreszenz in der ganzen Zelle beobachtet. Bereiche, welche dunkler werden, stehen mit dem gebleichten Areal in einem Kontinuum.
- FLIM (Fluorescence lifetime imaging microscopy): anstelle von Fluoreszenz-Intensität wird die Fluoreszenz-Lebenszeit (FL) als Bildinformation verwendet. Dabei ist die FL die mittlere Verweildauer eines Fluorophores im angeregten Zustand. Während die Fluoreszenz-Intensität von diversen Faktoren wie der lokalen Konzentration eines Farbstoffes abhängt, spiegelt die FL vorwiegend die chemische Umgebung wider.
- TIRFM (Total internal reflection microscopy): Oft auch als evanescent wave microscopy bezeichnet. Laserlicht wird in einem so flachen Winkel auf die Unterseite des Präparates eingestrahlt, dass es zur Totalreflexion kommt. Einhergehend mit der Reflexion dringt ein Teil des Lichtes ca. 40 nm tief in das Präparat ein (die sogenannte Evaneszente Welle). So wird es möglich, in einem sehr dünnen optischen Schnitt Fluoreszenz anzuregen.
- FCS (Fluorescence Correlation Spectroscopy): Untersuchung der Brownschen Bewegung von Farbstoffmolekülen, damit kann man auf die Größenverteilung der Teilchen schließen, an die die angedockt haben[1]
- DIC (differential interference contrast): Methode der Kontrastverstärkung, welche vor allem im Gewebeschnitt verwendet wird. Oftmals kommt es dabei zum  Einsatz von infrarotem Licht. Man spricht dann von IR-DIC.

## Historische Literatur
- Hermann Themann: Elektronenmikroskopische Untersuchungen über das Glykogen im Zellstoffwechsel. 1963.